# Kronika P

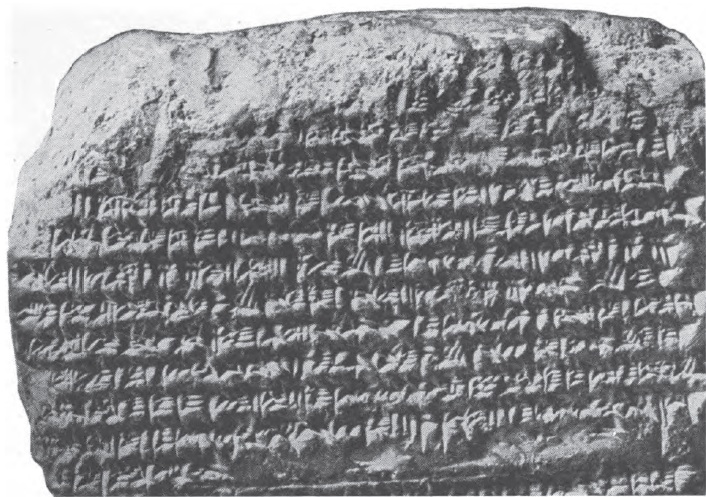
Część uszkodzonej tabliczki BM 92701 z fragmentem Kroniki P opisującym panowanie asyryjskiego króla Tukulti-Ninurty I.

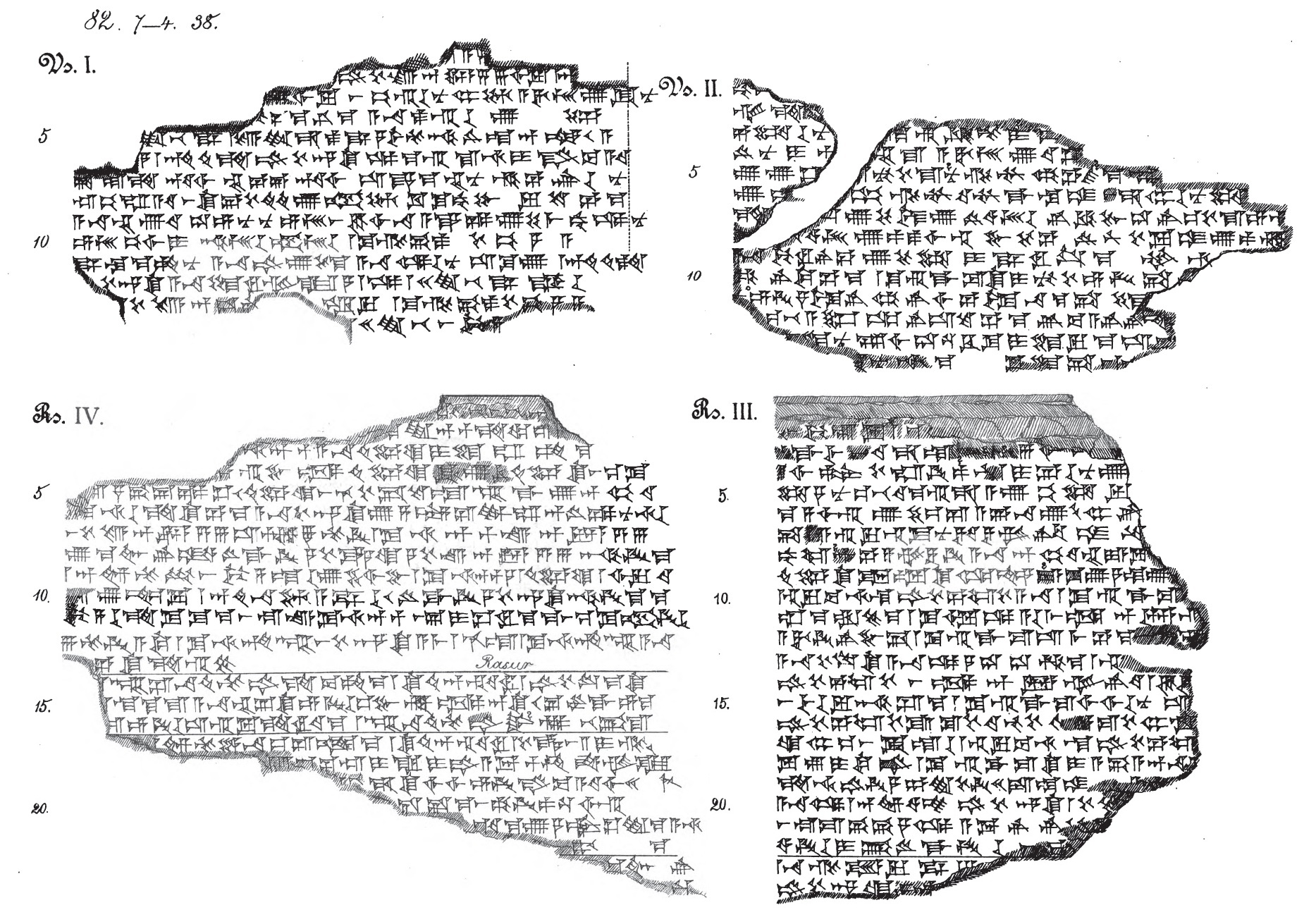
Autografia tekstu Kroniki P sporządzona przez Hugo Wincklera.

Kronika P (Grayson), też Kronika królów kasyckich (Glassner) – historiograficzny tekst babiloński opisujący szereg konfliktów pomiędzy Asyrią, Babilonią i Elamem w okresie pomiędzy XIV a XII w. p.n.e. Stanowi babiloński odpowiednik asyryjskiej Kroniki synchronistycznej.

## Tabliczka
Kronika P znana jest jedynie z jednej późnobabilońskiej kopii. Jej tekst zapisany jest na mocno uszkodzonej, pochodzącej najprawdopodobniej z Babilonu tabliczce BM 92701 przechowywanej obecnie w Muzeum Brytyjskim. Pierwotnie była to duża tabliczka z tekstem zapisanym w dwóch kolumnach po każdej ze stron. Do naszych czasów zachowało się jedynie ok. jednej trzeciej tej tabliczki – jej dolna część, długa na 12 cm i szeroka na 18 cm. Tekst kroniki, zapisany w języku babilońskim z pewnymi dialektycznymi osobliwościami, podzielony jest poziomymi liniami na sekcje nierównej długości, z których każda obejmuje panowanie jednego babilońskiego władcy. W tekście występuje szereg błędów, z których większość przypisać można niedbałości kopisty przepisującego ten tekst.

## Opis
Kronika P jest zwięzłym opisem wydarzeń w Babilonii w czasie panowania tam dynastii kasyckiej (w zachowanej części od panowania Kadaszman-Harbe I do panowania Adad-szuma-iddiny). Z powodu fragmentarycznego stanu zachowania tekstu trudno jest określić datę jego powstania, ale zakładając, iż opisywał on wydarzenia w Babilonii aż do upadku dynastii kasyckiej w 1155 r. p.n.e., to napisany mógł być w jakiś czas po tej dacie. Jeżeli z kolei przyjmie się założenie, że autor Kroniki synchronistycznej miał już do dyspozycji Kronikę P jako jedno ze swych źródeł, to musiałaby ona powstać przed panowaniem Adad-nirari III (810–783 p.n.e.), gdyż wtedy to napisana została Kronika synchronistyczna. 
Analiza tekstu Kroniki P wskazuje, iż jej autor korzystać musiał zarówno ze źródeł pisanych prozą jak i ze źródeł poetyckich. Większa część kroniki pisana jest tradycyjnym stylem kronikarskim, ale istnieje fragment, dotyczący króla Kurigalzu II, który brzmi raczej jak epos niż kronika. Fragment ten jest tym bardziej niezwykły, iż występuje w nim mowa niezależna. Historyczny epos o Kurigalzu II nie jest wprawdzie znany, ale o tym, że mógł istnieć, świadczy występowanie historycznych eposów o innych królach, jak np. Król walki, Epos o Naram-Sinie, Epos o Tukulti-Ninurcie czy Poetycka relacja o Nabonidzie.
Z powodu uszkodzenia tekstu Kroniki P trudno jest ustalić, w jakim celu kronika ta została napisana. Bardzo mała liczba dostępnych tekstów z okresu, o którym opowiada, nie pozwala stwierdzić, jak dokładna jest ta kronika. Sprawa ta jest szczególnie ważna w przypadkach, gdy to samo wydarzenie opisane jest zarówno w Kronice P jak i w Kronice synchronistycznej – w dwóch przypadkach gdy tak się dzieje, obie kroniki podają rozbieżne wersje wydarzeń. Pierwszy przypadek dotyczy panowania Aszur-uballita I, gdzie oba teksty bardzo się różnią, a drugi dotyczy opisu bitwy pod miastem Sugaga, która wedle Kroniki synchronistycznej zakończyć się miała zwycięstwem Asyryjczyków, a wedle Kroniki P zwycięstwem Babilończyków. 
W odróżnieniu od autora asyryjskiej Kroniki synchronistycznej, który przeinaczał fakty lub pomijał milczeniem klęski Asyryjczyków, autor Kroniki P, choć był sam Babilończykiem, nie miał problemu z opisywaniem babilońskich porażek (wspomina o nich aż czterokrotnie), a to czyni jego kronikę bardziej wiarygodnym źródłem od Kroniki synchronistycznej.